# Emma (Boucher de Perthes)
Pour les articles homonymes, voir Emma.
Ne doit pas être confondu avec Emma (Jane Austen).
Emma, ou quelques lettres de femme est un roman épistolaire de Jacques Boucher de Perthes publié en 1852.

## Éditions moderne
Jacques Boucher de Perthes, Emma ou quelques lettres de femme, Éditions José Corti, 2000, 319 p. (ISBN 2-7143-0726-4)